# هنري د. أوين
هنري د. أوين (بالإنجليزية: Henry D. Owen)‏ هو دبلوماسي أمريكي، ولد في 26 أغسطس 1920، وتوفي في 5 نوفمبر 2011.

## وصلات خارجية
- هنري د. أوين على موقع إن إن دي بي (الإنجليزية)